# Ojstrica, Dravograd
Ojstrica je razloženo naselje nad levim bregom Drave v Občini Dravograd.
Naselje se razprostira pod Košenjakom (1522 mnm) v nadmorski višini 700 do 1020 mnm  med Ojstriškim potokom na zahodu in Boštjanskim potokom na vzhodu. Naselje tvorijo samotne kmetije. Središče naselja pa je pri cerkvi sv. Janeza Krstnika (982 m), tu se cesta razveji proti Goriškemu Vrhu in Sv. Duhu.
Poznogotska župnijska cerkev sv. Janeza Krstnika se v starih listinah prvič omenja okoli leta 1480. Cerkev sestavljajo zvonik, ladja, prezbiterij, krstilnica in zakristija. Oprema je večinoma 
baročna (mdr. velik oltar in prižnica)

## Gallery
- Sv. Janez
- Sveti Duh
- Sveti Duh in mežnarija